# 老圣母教堂

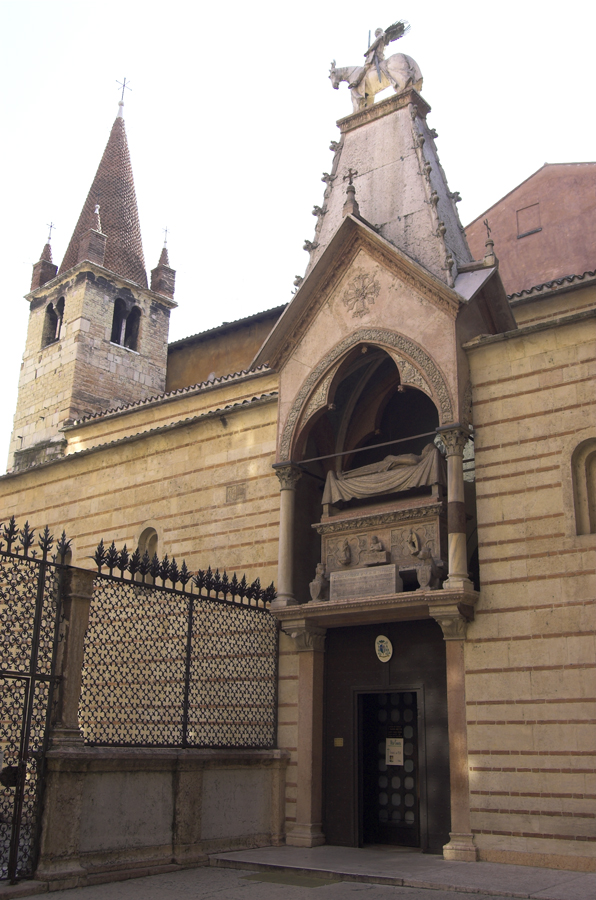
侧门

老圣母教堂（Chiesa di Santa Maria Antica）是意大利北部城市维罗纳的一座罗马天主教教堂。目前的建筑为罗曼式风格，建于1185年，此前的1117年地震摧毁了7世纪伦巴第时期的建筑。唯一幸存的7世纪建筑遗迹是黑色和白色镶嵌地板。
目前的建筑曾是维罗纳执政斯卡利杰家族的私人教堂，位于他们的家族墓地旁边。教堂有一个小钟楼（有三口巴洛克钟）为纯粹罗曼式风格，有直棂窗和砖砌尖顶。大约在1630年，内部改为巴洛克风格，但是在19世纪末又恢复原来的罗曼式内部。后殿有两幅14世纪初壁画。 
钟楼的三口钟铸造于17世纪，钟乐为维罗纳风格。

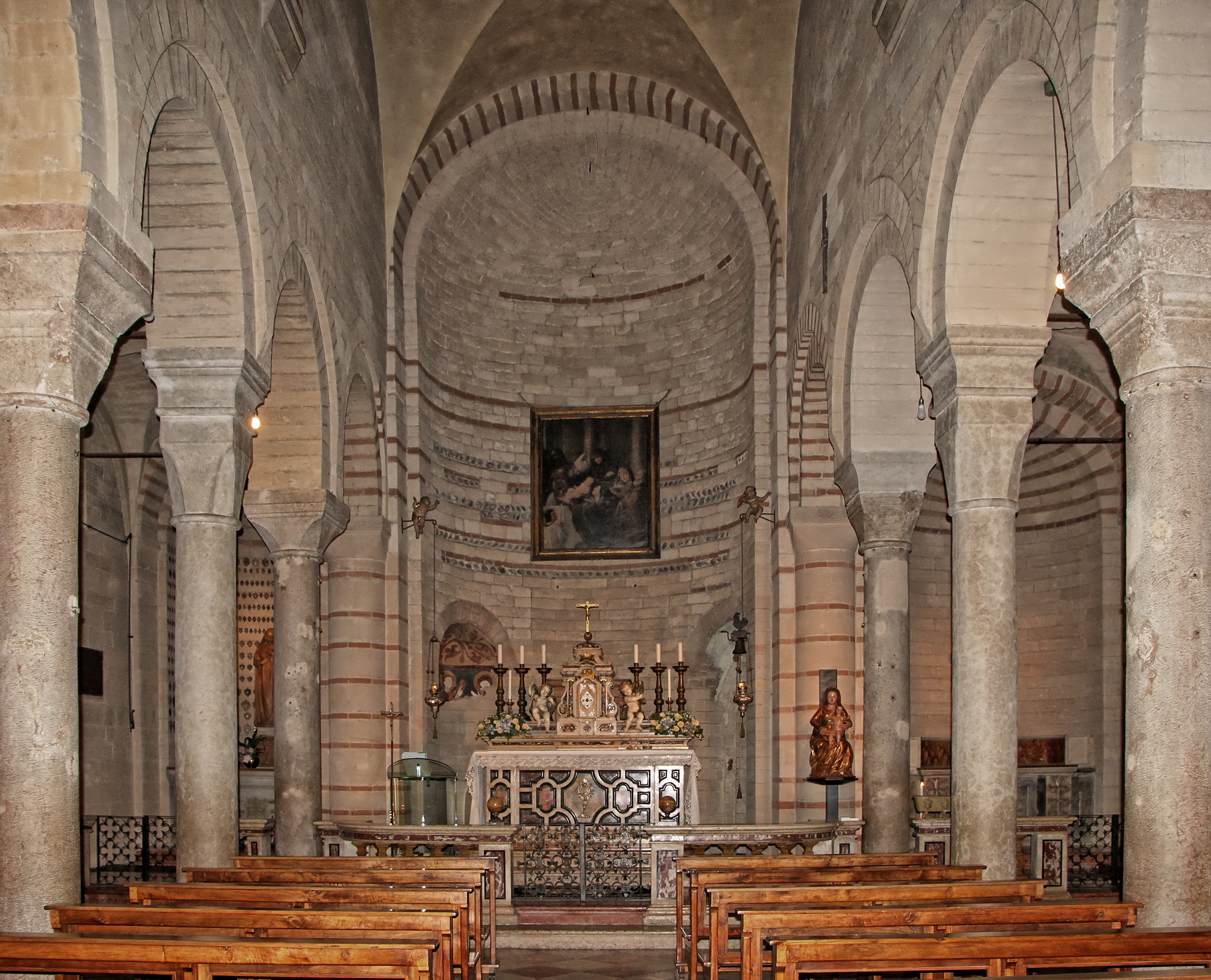
查看內政部
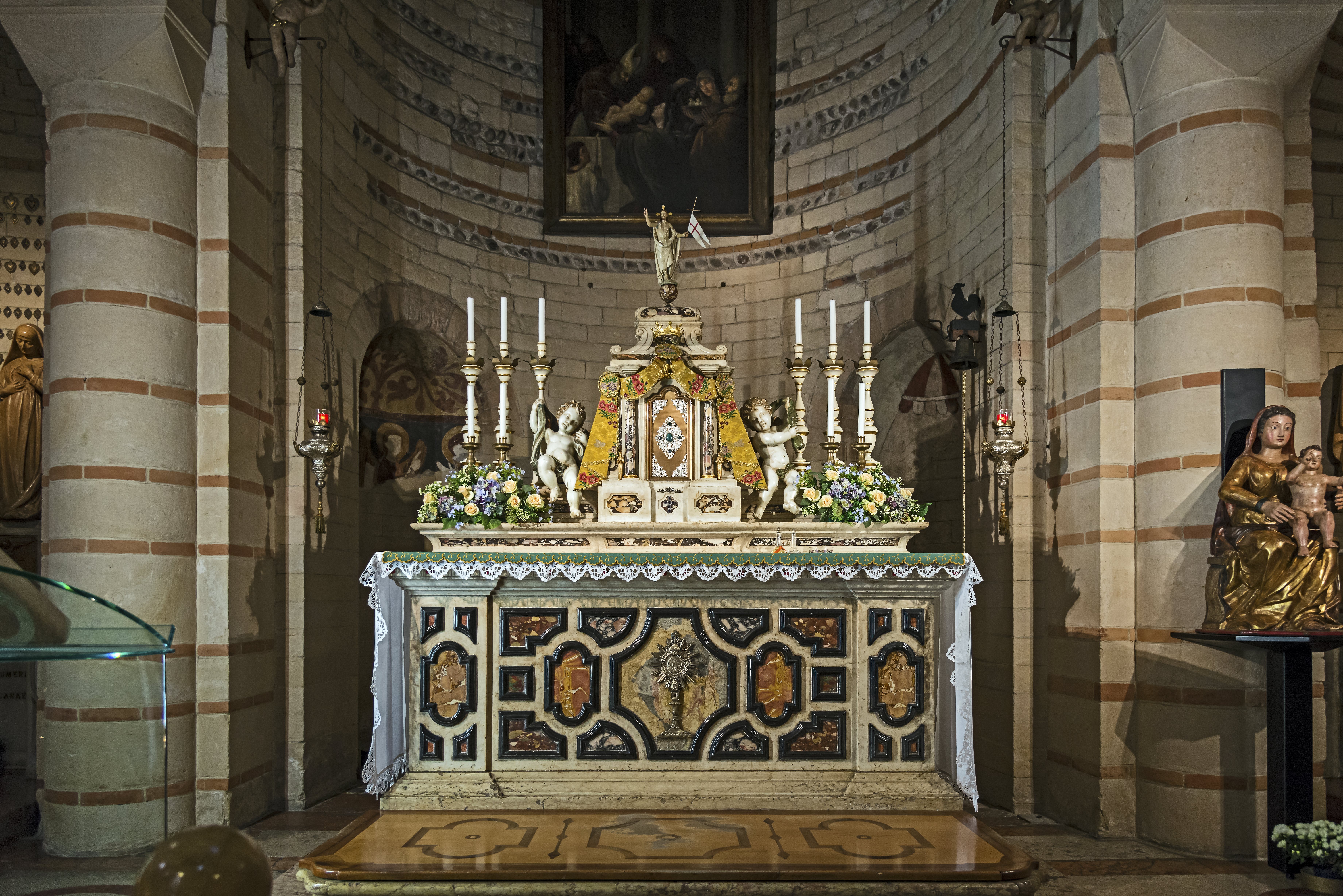
高壇

45°26′37″N 10°59′57″E / 45.443675°N 10.999073°E